# Campionati mondiali di sci nordico 1929
I Campionati mondiali di sci nordico 1929, sesta edizione della manifestazione, si svolsero dal 5 al 9 febbraio a Zakopane, in Polonia, e contemplarono esclusivamente gare maschili. Vennero assegnati quattro titoli.

## Risultati

### Combinata nordica
| Posizione | Atleta             | Nazione   | Punti  |
| --------- | ------------------ | --------- | ------ |
| 1         | Hans Vinjarengen   | Norvegia  | 452,10 |
| 2         | Ole Stenen         | Norvegia  | 432,65 |
| 3         | Esko Järvinen      | Finlandia | 431,70 |
| 4         | Bronisław Czech    | Polonia   | -      |
| 5         | Kristian Johansson | Norvegia  | -      |
| 6         | Peder Belgum       | Norvegia  | -      |

5 febbraio

Trampolino: Wielka Krokiew NH

Fondo: 18 km

### Salto con gli sci
| Posizione | Atleta             | Nazione  | Punti |
| --------- | ------------------ | -------- | ----- |
| 1         | Sigmund Ruud       | Norvegia | 227,2 |
| 2         | Kristian Johansson | Norvegia | 225,2 |
| 3         | Hans Kleppen       | Norvegia | 223,8 |
| 4         | Alois Kratzer      | Germania | -     |
| 5         | Hans Vinjarengen   | Norvegia | -     |
| 6         | Arne Busterud      | Norvegia | -     |

5 febbraio

Trampolino: Wielka Krokiew NH

### Sci di fondo

#### 18 km
| Posizione | Atleta            | Nazione   | Tempo   |
| --------- | ----------------- | --------- | ------- |
| 1         | Veli Saarinen     | Finlandia | 1:20:03 |
| 2         | Anselm Knuutila   | Finlandia | 1:20:40 |
| 3         | Hjalmar Bergström | Svezia    | 1:21:29 |
| 4         | Olle Hansson      | Svezia    | -       |
| 5         | Hagbart Håkkonsen | Norvegia  | -       |
| 6         | Gustaf Jonsson    | Svezia    | -       |

7 febbraio

#### 50 km
| Posizione | Atleta            | Nazione   | Tempo   |
| --------- | ----------------- | --------- | ------- |
| 1         | Anselm Knuutila   | Finlandia | 3:50:01 |
| 2         | Veli Saarinen     | Finlandia | 3:53:23 |
| 3         | Olle Hansson      | Svezia    | 3:53:30 |
| 4         | Väinö Liikkanen   | Finlandia | -       |
| 5         | Gustaf Jonsson    | Svezia    | -       |
| 6         | Hjalmar Bergström | Svezia    | -       |

9 febbraio

## Medagliere per nazioni
| Posizione | Nazione   | Oro | Argento | Bronzo | Totale |
| --------- | --------- | --- | ------- | ------ | ------ |
| 1         | Norvegia  | 2   | 2       | 1      | 5      |
| 1         | Finlandia | 2   | 2       | 1      | 5      |
| 3         | Svezia    | 0   | 0       | 2      | 2      |